# 天后庙碑刻
天后庙碑刻，位于中国广东省佛山市禅城区忠义路，类型为石窟寺及石刻，1998年4月30日公布为佛山市文物保护单位，2006年10月25日被剔除出佛山市文物保护单位名单。
天后庙碑刻的历史年代为清代。